# Nederländerna i olympiska sommarspelen 2024
Nederländerna deltog vid olympiska sommarspelen 2024 i Paris från 25 juli till 11 augusti 2024. Nederländska idrottare har deltagit i varje upplaga av de olympiska sommarspelen utom vid två tillfällen: de olympiska sommarspelen 1904 i St Louis och de olympiska sommarspelen 1956 i Melbourne som en protest mot den sovjetiska invasionen av Ungern.

## Ridsport
Nederländerna kvalificerade ett lag i dressyr- och hopptävlingarna genom sina resultat under Ryttar-VM 2022 i Herning, Danmark. Nederländerna kvalificerade ett lag i fälttävlan genom en åttonde placering vid EM 2023 i Le Pin-au-Haras, Frankrike och säkrade därigenom en av de två kvalplatserna som stod på spel vid EM.

### Dressyr
Lag om tre ekipage, samt tre individuella platser:
| Ryttare               | Häst        | Grand Prix | Grand Prix | Grand Prix Freestyle | Grand Prix Freestyle | Placering |
| Ryttare               | Häst        | Poäng      | Placering  | Poäng                | Placering            | Placering |
| --------------------- | ----------- | ---------- | ---------- | -------------------- | -------------------- | --------- |
| Dinja van Liere       | Hermes      |            |            |                      |                      |           |
| Emmelie Scholtens     | Indian Rock |            |            |                      |                      |           |
| Hans-Peter Minderhoud | Toto Jr.    |            |            |                      |                      |           |

| Ryttare                                                 | Häst     | Grand Prix | Grand Prix | Grand Prix Special | Grand Prix Special | Placering |
| Ryttare                                                 | Häst     | Poäng      | Placering  | Poäng              | Total poäng        | Placering |
| ------------------------------------------------------- | -------- | ---------- | ---------- | ------------------ | ------------------ | --------- |
| Dinja van Liere Emmelie Scholtens Hans-Peter Minderhoud | som ovan |            |            |                    |                    |           |

### Fälttävlan
Lag om tre ekipage, samt tre individuella platser:
| Tävlande            | Häst              | Dressyr | Dressyr   | Terrängbana | Terrängbana | Hoppning | Hoppning  | Hoppning | Hoppning  | Totalt | Totalt    |
| Tävlande            | Häst              | Dressyr | Dressyr   | Terrängbana | Terrängbana | Kval     | Kval      | Final    | Final     | Totalt | Totalt    |
| Tävlande            | Häst              | Straff  | Placering | Straff      | Placering   | Straff   | Placering | Straff   | Placering | Straff | Placering |
| ------------------- | ----------------- | ------- | --------- | ----------- | ----------- | -------- | --------- | -------- | --------- | ------ | --------- |
| Janneke Boonzaaijer | Champ de Tailleur |         |           |             |             |          |           |          |           |        |           |
| Raf Kooremans       | Radar Love        |         |           |             |             |          |           |          |           |        |           |
| Sanne de Jong       | Enjoy             |         |           |             |             |          |           |          |           |        |           |

| Tävlande                                        | Häst     | Dressyr | Dressyr   | Terrängbana | Terrängbana | Hoppning | Hoppning  | Totalt | Totalt    |
| Tävlande                                        | Häst     | Straff  | Placering | Straff      | Placering   | Straff   | Placering | Straff | Placering |
| ----------------------------------------------- | -------- | ------- | --------- | ----------- | ----------- | -------- | --------- | ------ | --------- |
| Janneke Boonzaaijer Raf Kooremans Sanne de Jong | som ovan |         |           |             |             |          |           |        |           |

### Hoppning
Lag om tre ekipage, samt tre individuella platser:
| Ryttare                | Häst                      | Kval   | Kval      | Final  | Final     | Omhoppning | Omhoppning | Omhoppning | Totalt | Totalt | Totalt    |
| Ryttare                | Häst                      | Straff | Placering | Straff | Placering | Straff     | Tid        | Placering  | Straff | Tid    | Placering |
| ---------------------- | ------------------------- | ------ | --------- | ------ | --------- | ---------- | ---------- | ---------- | ------ | ------ | --------- |
| Harrie Smolders        | Uricas van de Kattevennen |        |           |        |           |            |            |            |        |        |           |
| Willem Greve           | Grandorado TN             |        |           |        |           |            |            |            |        |        |           |
| Maikel van der Vleuten | Beauville                 |        |           |        |           |            |            |            |        |        |           |

| Ryttare                                             | Häst     | Kval   | Kval      | Final  | Final     | Omhoppning | Omhoppning | Omhoppning | Totalt | Totalt | Totalt    |
| Ryttare                                             | Häst     | Straff | Placering | Straff | Placering | Straff     | Tid        | Placering  | Straff | Tid    | Placering |
| --------------------------------------------------- | -------- | ------ | --------- | ------ | --------- | ---------- | ---------- | ---------- | ------ | ------ | --------- |
| Harrie Smolders Willem Greve Maikel van der Vleuten | som ovan |        |           |        |           |            |            |            |        |        |           |